# Kościół Narodzenia Najświętszej Maryi Panny w Sędziszowie Małopolskim
Kościół Narodzenia Najświętszej Maryi Panny – rzymskokatolicki kościół parafialny należący do dekanatu Sędziszów Małopolski diecezji rzeszowskiej.

## Historia i architektura
Jest to świątynia wzniesiona w 1699 roku, dzięki staraniom księdza Jana Jaroszewskiego i ufundowana przez Michała Potockiego. Budowla została konsekrowana przez biskupa przemyskiego Antoniego Gołaszewskiego w 1796 roku. Trójnawowy kościół wzniesiono w stylu barokowym, bazylikowym. Posiada niższe i węższe prezbiterium, z którego lewej i prawej strony dobudowane są zakrystie. Nawa główna i prezbiterium są nakryte sklepieniem kolebkowym z lunetami, natomiast nawy boczne są nakryte sklepieniem żeglastym. Nad sklepieniami, w kondygnacji strychowej, przystosowanej do celów obronnych, znajdują się otwory strzelnicze ze strzelnicami kluczowymi. Dwukondygnacyjna fasada świątyni jest bogato ozdobiona, rozdzielona gzymsami i zwieńczona szczytem falistym ze spływami. Barokowy portal powstał z czarnego marmuru. Nad nim znajduje się kartusz z herbem Pilawa (Potockich). Polichromia wnętrza powstała w 1974 roku. Obrazy zostały namalowane przez Stanisława Szmuca z Krakowa. Wszystkie złocenia na elementach architektonicznych i na ołtarzach są dziełem Stanisława Kochmana z Wysokiej Łańcuckiej. W 1996 roku polichromia została odrestaurowana. Neorenesansowy ołtarz główny powstał w 1888 roku. W ołtarzu są umieszczone barokowe posągi przedstawiające Matkę Bożą z Dzieciątkiem, św. Stanisława Biskupa i św. Wojciecha. Świątynia posiada również cztery ołtarze boczne, z których dwa zostały wykonane w pierwszej połowie XIX wieku, a dwa w 1912 roku. Chrzcielnica została wykonana w 1905 roku, natomiast późnoklasyczna ambona powstała w pierwszej połowie XIX wieku.

## Galeria

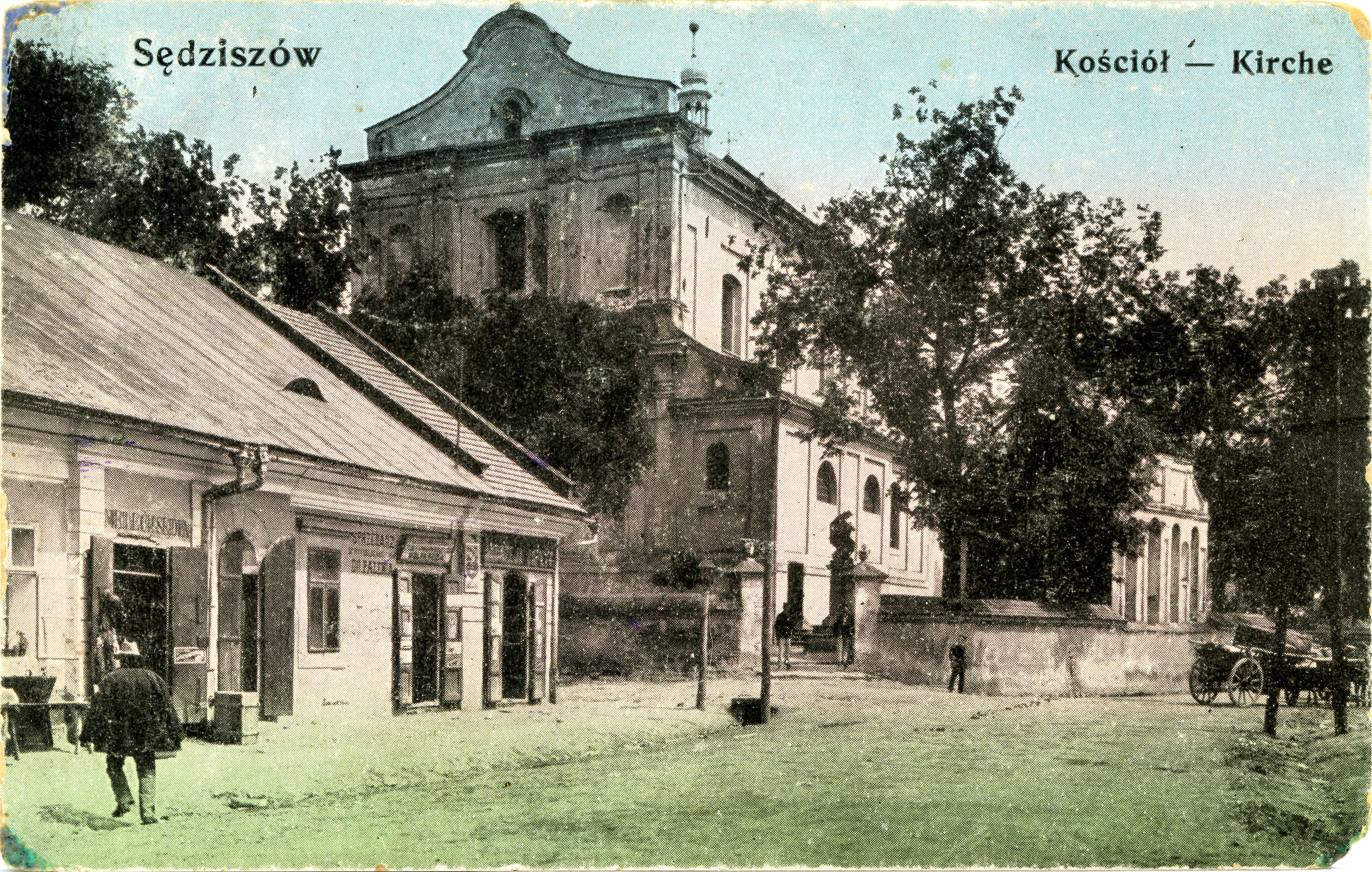
Widok historyczny
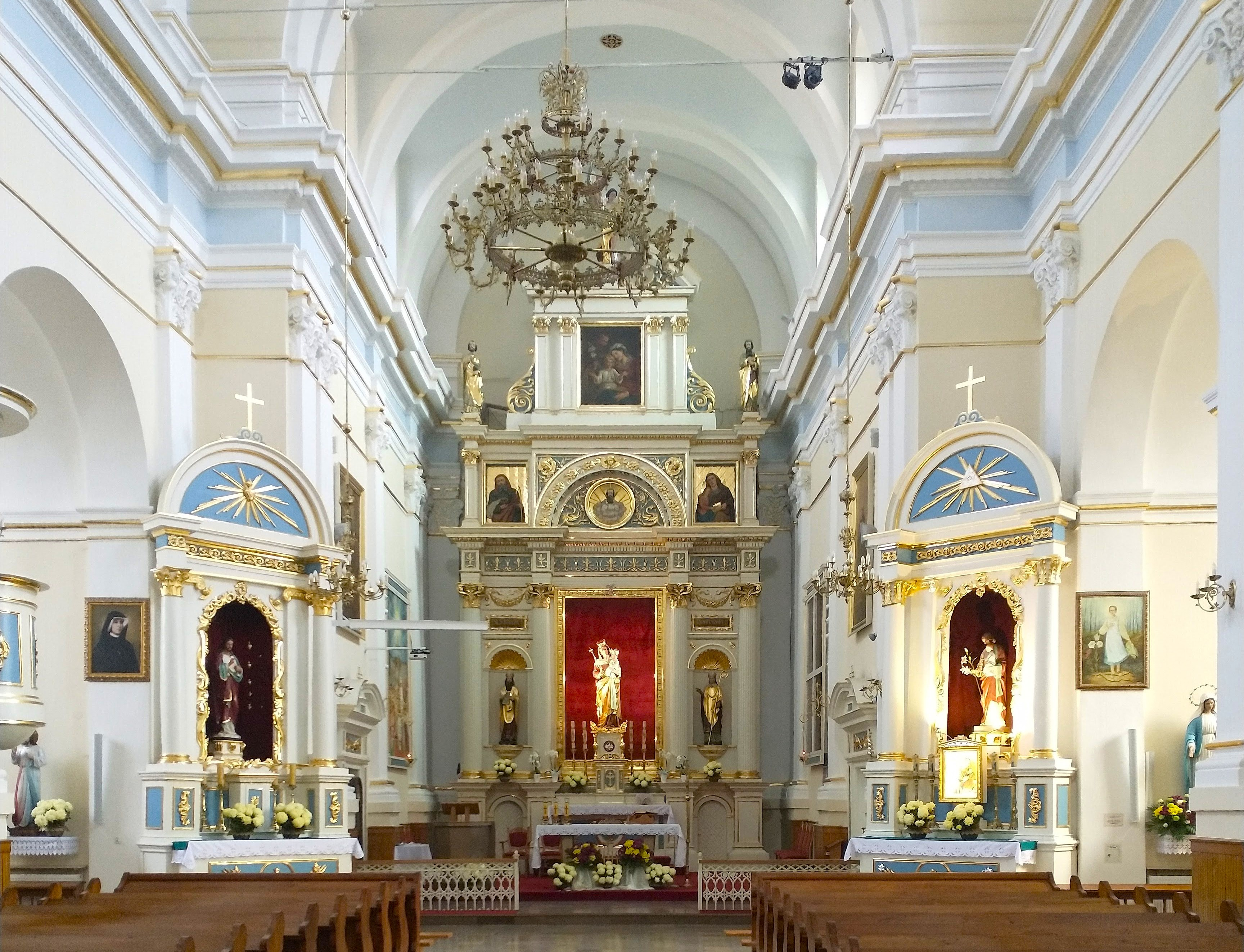
Wnętrze
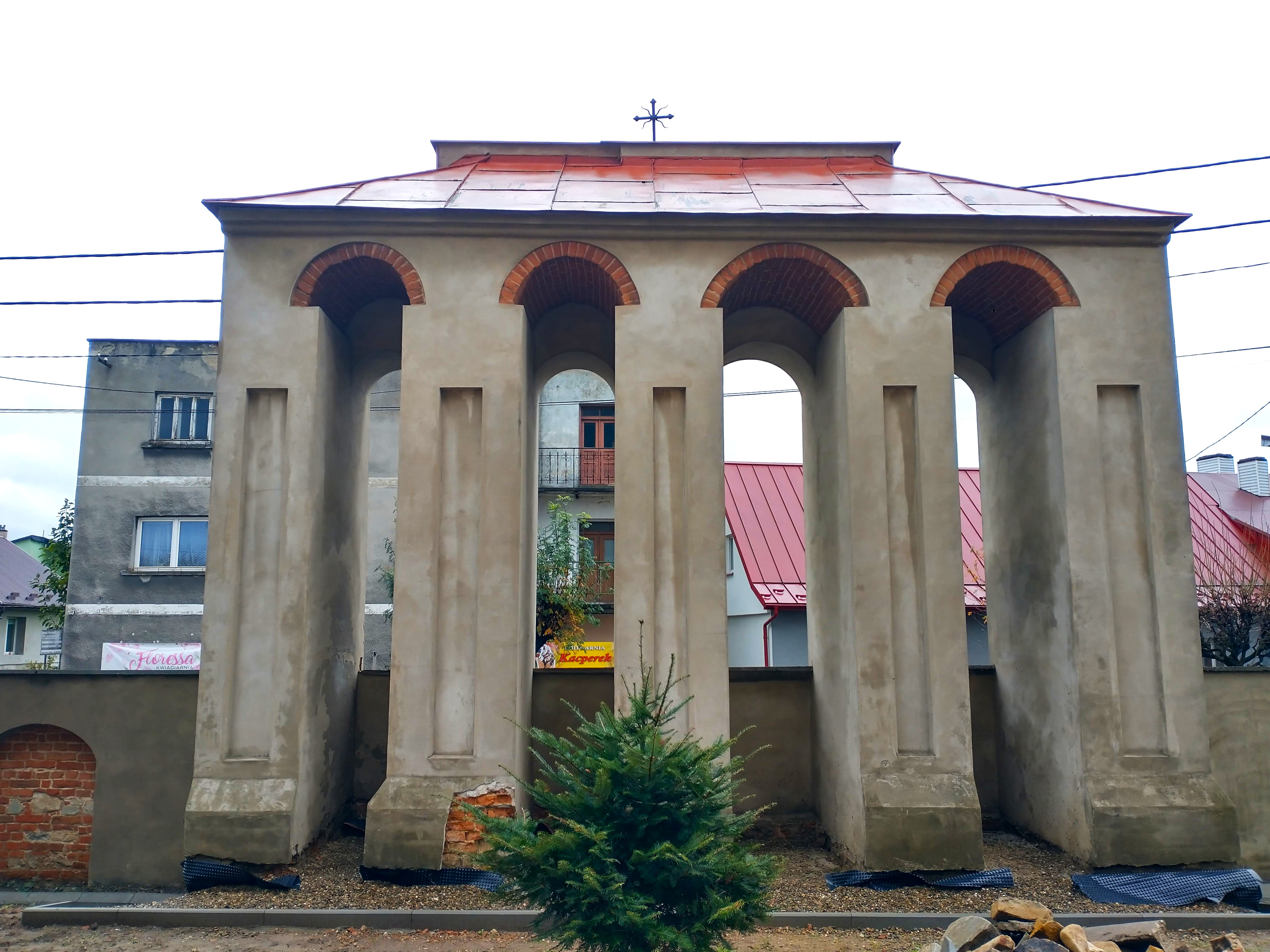
Dzwonnica parawanowa